# Przyjaciele z wesołego lasu
Przyjaciele z wesołego lasu (Happy Tree Friends) – amerykański serial animowany utrzymany w konwencji horroru, emitowany w latach 2000–2010. Opowiada o grupie wesołych zwierząt mieszkających w lesie, którym zawsze – czasem niezależnie od nich, czasem z ich winy – przytrafia się tragiczny los. Serial był produkowany przez Mondo Mini Shows i publikowany nieodpłatnie w Internecie (np. w portalu YouTube) w formacie Flash. Wydany został także na DVD. Ze względu na swoją treść serial wywołuje kontrowersje na całym świecie, zyskał sobie jednak ogromną rzeszę fanów. Serial jest przeznaczony dla osób powyżej osiemnastego roku życia.

## Fabuła
Serial Happy Tree Friends opowiada o pogodnych, ciepłych stworzeniach, których działania i przygody, często bardzo nieodpowiedzialne i niebezpieczne, mają zawsze tragiczny i krwawy finał. Głównym założeniem fabuły jest doprowadzenie do mniej lub bardziej widowiskowej śmierci większości lub wszystkich bohaterów odcinka, w większości wypadków każdy z nich źle się kończy.

## Spis odcinków
| Nr             | Polski tytuł                                    | Angielski tytuł                      | Morał                                                    | Angielski morał                                      |
| -------------- | ----------------------------------------------- | ------------------------------------ | -------------------------------------------------------- | ---------------------------------------------------- |
|                |                                                 |                                      |                                                          |                                                      |
| SERIA PIERWSZA |                                                 |                                      |                                                          |                                                      |
|                |                                                 |                                      |                                                          |                                                      |
|                |                                                 |                                      |                                                          |                                                      |
| 01             | Po złej stronie torów                           | The wrong side of the tracks         | Jeśli coś warto zrobić, warto zrobić to dobrze!          | If a job’s worth doing. It’s worth doing right       |
| 01             |                                                 |                                      |                                                          |                                                      |
| 01             | Od bohatera do wieczności                       | From Hero to Eternity                | Wszystko wyjdzie w praniu                                | It all comes out in the wash!                        |
| 01             |                                                 |                                      |                                                          |                                                      |
| 01             | I kuchenna umywalka                             | And the kitchen sink                 | Nie spłukuj dziecka z kąpielą                            | Don’t throw the baby out with the bathwater!         |
|                |                                                 |                                      |                                                          |                                                      |
| 02             | Zwierzęca Impreza                               | Party Animal                         | Życie to impreza i każdy jest zaproszony!                | Life’s a Party and everyone is invited!              |
| 02             |                                                 |                                      |                                                          |                                                      |
| 02             | Ale grubasek!                                   | Ipso Fatso                           | Droga do czyjegoś serca wiedzie przez żołądek.           | The way to one’s heart is through their stomach.     |
| 02             |                                                 |                                      |                                                          |                                                      |
| 02             | Nie wyrywaj mojego łańcucha                     | Don’t Yank My Chain                  | Łańcuch jest tak mocny, jak jego najsłabsze ogniwo!      | A chain’s only as strong as its weakest link!        |
|                |                                                 |                                      |                                                          |                                                      |
| 03             | Dogoń to                                        | Doggone it                           | Nie wywołuj wilka z lasu                                 | Let sleeping dogs lie!                               |
| 03             |                                                 |                                      |                                                          |                                                      |
| 03             | Konkretne rozwiązanie                           | Concrete Solution                    | W życiu nie zawsze dobrze się układa. Pogódź się z tym   | Take the bitter with the sweet!                      |
| 03             |                                                 |                                      |                                                          |                                                      |
| 03             | Morze coś znalazłem                             | Sea what I Found                     | Albo ryba, albo nic                                      | There’s plenty of fish in the sea!                   |
|                |                                                 |                                      |                                                          |                                                      |
| 04             | Łatwy łup do zdobycia                           | Easy For You to Sleigh               | Zabieranie Boli                                          | Give until it hurts!                                 |
| 04             |                                                 |                                      |                                                          |                                                      |
| 04             | Mycie mycia                                     | Wishy Washy                          | Myj uszy!                                                | Wash behind the ears!                                |
| 04             |                                                 |                                      |                                                          |                                                      |
| 04             | Kto do płomieni?                                | Who’s Flame?                         | Nie ma dymu bez ognia                                    | If you can’t take the heat, stay out of the kitchen! |
|                |                                                 |                                      |                                                          |                                                      |
| 05             | W każdym calu                                   | Every Litter Bit Hurts               | Nowy szef, nowe porządki!                                | A new broom sweeps clean!                            |
| 05             |                                                 |                                      |                                                          |                                                      |
| 05             | Jak sobie życzysz                               | As you Wish                          | Uważaj na życzenia!                                      | Be careful what you wish for!                        |
| 05             |                                                 |                                      |                                                          |                                                      |
| 05             | Przejść się                                     | Take a Hike                          | Spróbuj pobyć choć chwilę w czyjejś skórze!              | Walk a mile in someone else’s shoes!                 |
|                |                                                 |                                      |                                                          |                                                      |
| 06             | Zostawieni na lodzie                            | Snow Place to Go                     | Prawdziwych przyjaciół poznaje się w biedzie             | A Friend-Ship never sinks!                           |
| 06             |                                                 |                                      |                                                          |                                                      |
| 06             | Opowieści głupiej treści                        | Dunce upon a Time                    | Sięgnij po swój kawałek nieba                            | The sky’s the limit when your heart’s in it!         |
| 06             |                                                 |                                      |                                                          |                                                      |
| 06             | Przeklęty klejnot                               | Gems the Breaks                      | Prawdziwy diament trzeba oszlifować                      | Pressure makes diamonds!                             |
|                |                                                 |                                      |                                                          |                                                      |
| 07             | Wykonane z sercem                               | A Change of Heart                    | Rozstanie wzmacnia uczucia!                              | Absence makes the heart grow fonder!                 |
| 07             |                                                 |                                      |                                                          |                                                      |
| 07             | Z miłości do dziury                             | A Hole Lotta Love                    | Wszystko co robisz, staraj się robić dobrze!             | Anything worth doing is worth doing well!            |
| 07             |                                                 |                                      |                                                          |                                                      |
| 07             | Do pięciu mimów sztuka                          | Mime to Five                         | Miej nosa do pracy!                                      | Keep your nose to the grindstone!                    |
|                |                                                 |                                      |                                                          |                                                      |
| 08             | Podmuch z przeszłości                           | Blast from the Past                  | Czas leczy rany!                                         | Time heals all wounds!                               |
| 08             |                                                 |                                      |                                                          |                                                      |
| 08             | Żuj, powiedz i łykaj                            | Chew Said a Mouthful                 | Nie łam się!                                             | Keep a stiff upper lip!                              |
| 08             |                                                 |                                      |                                                          |                                                      |
| 08             | Zobacz co odkryłem                              | See What Develops                    | Obraz jest wart tysiąca słów!                            | A picture is worth a thousand words!                 |
|                |                                                 |                                      |                                                          |                                                      |
| 09             | Ciekawa firgurka                                | Idol Curiosity                       | Niech ci pójdzie jak najgorzej, bo inaczej być nie może! | Step on a crack, break your mother’s back!           |
| 09             |                                                 |                                      |                                                          |                                                      |
| 09             | Dom jest tam gdzie ból                          | Home Is Where the Hurt Is            | Dobroć wynosi się z domu!                                | Charity begins at home!                              |
| 09             |                                                 |                                      |                                                          |                                                      |
| 09             | Ał, łuski!                                      | Aw Shucks                            | Przyjaciele są jak kwiaty w ogrodzie życia!              | Friends are flowers in the garden of life            |
|                |                                                 |                                      |                                                          |                                                      |
| 10             | Wzrok na ból oczu                               | A Sight for Sore Eyes                | Jeśli nie z tej perspektywy, to z innej!                 | When the outlook isn’t good, try the uplook!         |
| 10             |                                                 |                                      |                                                          |                                                      |
| 10             | Wymazać                                         | Wipe Out!                            | Nie rób szumu!                                           | Don’t make waves!                                    |
| 10             |                                                 |                                      |                                                          |                                                      |
| 10             | List późno niż wcale                            | Letter Late than Never               | Dobre rzeczy przychodzą stopniowo.                       | Good things come in small packages.                  |
|                |                                                 |                                      |                                                          |                                                      |
| 11             | Skrzydlate to                                   | Wingin’ It                           | Upewnij się, zanim zaczniesz!                            | Look before you leap!                                |
| 11             |                                                 |                                      |                                                          |                                                      |
| 11             | Przymrużenie oka                                | Tongue in Cheek                      | Nie rób z igieł wideł!                                   | Don’t make a mountain out of an ant-hill!            |
| 11             |                                                 |                                      |                                                          |                                                      |
| 11             | Łatwy Grzebień, Łatwo Przyjdzie                 | Easy Comb, Easy Go                   | Nie dziel włosa na czworo!                               | Don’t split hairs!                                   |
|                |                                                 |                                      |                                                          |                                                      |
| 12             | Mam Cię pod skórą                               | I’ve Got You Under My Skin           | Liczy się to, co jest w środku!                          | It’s what’s inside that counts!                      |
| 12             |                                                 |                                      |                                                          |                                                      |
| 12             | W kapeli                                        | In a Jam                             | Kto płaci, ten wymaga                                    | He who pays the Piper calls the tune                 |
| 12             |                                                 |                                      |                                                          |                                                      |
| 12             | Śmieci w bagażniku                              | Junk in the Trunk                    | Lepszy wróbel w garści, niż gołąb na dachu!              | A Bird in the hand is worth two in the bush!         |
|                |                                                 |                                      |                                                          |                                                      |
| 13             | Usłysz dzisiaj, przyjdż jutro                   | Hear Today, Gone Tomorrow            | Działanie to więcej niż puste słowa!                     | Actions speak louder than words!                     |
| 13             |                                                 |                                      |                                                          |                                                      |
| 13             | Drugie wcielenie                                | Double Whammy Part 1                 | Co dwie głowy, to nie jedna!                             | Two heads are better than one!                       |
| 13             |                                                 |                                      |                                                          |                                                      |
| 13             | Autopsja do góry nogami (Drugie wcielenie cz.2) | Autopsy Turvy (Double Whammy Part 2) | Dwóch to paczka, troje to już tłok!                      | Two is company, three is a crowd!                    |